# Річард Райлі
Річард Вілсон Райлі (англ. Richard Wilson Riley; нар. 2 січня 1933) — американський політик, член Демократичної партії, міністр освіти США з 1993 по 2001 рік.

## Біографія
Закінчив з відзнакою Фурманський університет (1954), отримав диплом юриста в Університеті Південної Кароліни (1959).
Райлі працював у Палаті представників Південної Кароліни з 1963 по 1966 рік.
Член Сенату Південної Кароліни з 1967 по 1977 рік.
Він був обраний губернатором Південної Кароліни у 1978 році (переобраний у 1982 році).
Голова Асоціації губернаторів-демократів (1985–1986).